# Бонсдорф, Пётр Адольфович
Пётр Адольфович Бонсдорф (швед. Pehr Adolf von Bonsdorff; 1791, Або, Шведская Финляндия — 1839, Гельсингфорс, Великое княжество Финляндское) — финляндский химик и минералог.

## Биография
Пётр Бонсдорф родился 27 октября 1791 года на юго-западе Финляндии в городе Або (ныне Турку).
В Гельсингфорсе был последовательно доцентом, затем адъюнктом и профессором химии и минералогии в местном университете. Ценные исследования Бонсдорфа по этим предметам помещены в «Актах» Стокгольмской академии наук и в «Annales» Поггендорфа.
Член-корреспондент СПбАН c 19.12.1834.